# Služanj
Služanj je naseljeno mjesto u općini Čitluk, Federacija BiH, BiH.

## Stanovništvo

### Popisi 1971. – 1991.
| Služanj            |              |            |            |
| godina popisa      | 1991.        | 1981.      | 1971.      |
| Hrvati             | 681 (99,12%) | 611 (100%) | 681 (100%) |
| Muslimani          | 0            | 0          | 0          |
| Srbi               | 0            | 0          | 0          |
| Jugoslaveni        | 0            | 0          | 0          |
| ostali i nepoznato | 6 (0,87%)    | 0          | 0          |
| ukupno             | 687          | 611        | 681        |

### Popis 2013.
| Služanj            |            |
| godina popisa      | 2013.      |
| Hrvati             | 897 (100%) |
| Srbi               | 0          |
| Bošnjaci           | 0          |
| ostali i nepoznato | 0          |
| ukupno             | 897        |

## Tradicija
Služanj je poznat i po svojoj tradiciji. Naime, u selu ima veći broj kućanstava i manji broj vinarija u kojima se proizvode hercegovačka vina (Žilavka, Blatina) i žestoka pića (loza, travarica, orahovača...). Osim toga, stanovnici sela Služanj proizvode i ostale hercegovačke delicije (hercegovački pršut, duhan - popularna škija, sušene smokve, ćupter...).
Zanimljivost koja bi mogla postati dio tradicije je i pronalazak prvih crnih tartufa (Tuber aestivum) u Hercegovini. Služnjanin Željko Milićević je pronašao prva tri komada crnog ljetnog tartufa, 1. lipnja 2014. (250, 120 i 60 grama.), da bi nakon dvije godine pronašao i par bijelih, 25.ožujka 2018.

## Znamenitosti
U selu se nalazi kapela (groblje Šamčevina) i zvonik Sv. Jure izgrađen 1941. godine na obližnjem brdašcu.

### Stećci
U čitlučkom naselju Služanj (687 st., popis 1991.) bilo je od ranije poznato grobište biliga (stećaka), koje se nalazi u današnjem katoličkom mjesnom groblju (Šamčevina) i u njegovoj neposrednoj blizini (Kekinovac). Evidentirano je 12 spomenika – 11 škrinja i jedan sljemenjak, od kojih je šest primjeraka ukrašeno.
Među njima ističu se veličinom i obradom tri primjerka – jedna škrinja u groblju, jedan sljemenjak i visoka škrinja s postoljem sjeverno od groblja. Unutar groblja ležala je škrinja, bilig dobrim dijelom uronio u zemlju. U jednoj akciji preuređenja groblja bilig je uspravljen i postavljen na ploču. Visina mu je 209 cm, širina 149 cm (na vrhu), 117 cm (u bazi), debljina 69cm (na vrhu), 59 cm (u bazi). Postolje u obliku ploče ima prosječne dimenzije 225x 165 x 30 cm. Otkriven je natpis pisan humčicom (ćiriličnim pismom u Humskoj Zemlji). Natpis je uklesan u jednom redu i glasi: СИБИЛЕГЬ УГРИНА ВРАТУШИЋА / Si bileg Ugrina Vratušića / Ovo (je) bilig Ugrina Vratušića.

### Filijalna crkva
29. kolovoza 2013. godine započeli su radovi na izgradnji filijalne crkve sv. Jure na Služnju, mjestu koje pripada župi Krista Kralja Čitluk. Na Božić 2013. čitlučki župnik fra Miro Šego je svečano otvorio novu crkvu uz nazočnost mještana iz sela Služanj i okolnih mjesta.

## Šport i rekreacija
U selu se nalazi igralište Gaj, smješteno u docu Gaj. Izgrađeno je uz financijsku pomoć mještana, župnog ureda i općine Čitluk. Svečano je otvoreno 2009. godine.